# Шомшич, Йожеф
Йожеф Шомшич  ( Грац ,19 декабря 1864 — Будапешт ,22 января 1941 )  — дипломат, министр иностранных дел Венгрии и посол Венгрии в Ватикане.

## Жизнь
Йожеф родился в Граце, его отец, Адольф Сомсих был офицерским гусаром, а его мать, Тереза Сомсих, была графиней. После окончания школы он изучал право в университете, затем получил докторскую степень в области политологии и права. Свою государственную службу он начал в 1888 году, занимая должность помощника чертёжника.  В 1898 году он перешёл на дипломатическую службу, начав с должности атташе при посольстве. Затем, с 1912 года, он был послом,  а начиная с 1919 года, занимал должность посла. С сентября 1941 года он возглавлял Министерство иностранных дел в правительстве Фридриха. Он сохранил свою министерскую должность в кабинете Гусара, а затем подал в отставку, уйдя вместе со всем правительством в марте 1920 года.  В дальнейшем его назначили послом Венгрии при Ватикане, где он представлял интересы Венгрии до 1924 года.
В 1913 году женился на графине Сёдьень-Марих Камилле, дочери бывшего графа и дипломата Ласло Сёдьень-Марича.

## Произведения
- Magyarország agrárpolitikája az önellátásra beállított világgazdaságban; Szalay S. Ny., Bp., 1940